# Scelio hieroglyphi
Scelio hieroglyphi är en stekelart som beskrevs av Timberlake 1932. Scelio hieroglyphi ingår i släktet Scelio och familjen Scelionidae. Inga underarter finns listade i Catalogue of Life.